# 丹尼尔·埃斯蒂
丹尼尔·库欣·埃斯蒂（英語：Daniel Cushing Esty，1959年6月6日—），是美国的环境律师和政策制定者，在耶鲁大学环境学院与法学院任教，担任耶鲁大学环境法律与政策研究中心主任。